# Bahnhof Neu-Ulm
Der Bahnhof Neu-Ulm ist der größte Bahnhof der bayerischen Großen Kreisstadt Neu-Ulm. Daneben gibt es in Neu-Ulm den Bahnhof Gerlenhofen und den Haltepunkt Finninger Straße, die beide an der Bahnstrecke Kempten (Allgäu)–Neu-Ulm liegen, sowie den 1987 stillgelegten Haltepunkt Burlafingen an der Strecke Augsburg–Ulm.
Der 1853 eröffnete Bahnhof wurde bis 2007 im Zuge des Projekts Neu-Ulm 21 in ein offenes Trogbauwerk verlegt, das nordöstlich und südwestlich der Bahnsteige überdeckelt ist.
Er besitzt vier Gleise und wird täglich von etwa 175 Zügen der Deutschen Bahn, der agilis und von Arverio bedient. Die im Bahnhof haltenden Nahverkehrszüge sind Teil des Donau-Iller-Nahverkehrsverbunds (DING).
Die im Zuge des Bahnprojekts Ulm–Augsburg geplante Neu- und Ausbaustrecke soll in den Bahnhof einbinden.

## Lage
Der Bahnhof Neu-Ulm liegt südöstlich der Stadtmitte von Neu-Ulm. Im Nordwesten des Bahnhofs verläuft die Bahnhofstraße, im Südosten die Meininger Allee. Im Südwesten befinden sich das Empfangsgebäude und der Busbahnhof, der Zentraler Umsteigepunkt (ZUP) genannt wird, außerdem überquert hier die Hermann-Köhl-Straße die Gleise. Im Nordosten befindet sich der Parkplatz des Bahnhofs, hier überquert die Staatsstraße 2029 als Reuttier Straße die Gleisanlagen. Busbahnhof und Parkplatz befinden sich auf dem an diesen Stellen überdeckelten Trogbauwerk. Der Bahnhof hat die Adresse Julius-Rohm-Platz 1.

## Geschichte
Am 4. Mai 1851 erließ der Bayerische Staat das Gesetz zum Bau der Bayerischen Maximiliansbahn, die von Ulm über Augsburg nach München führen sollte. Im März 1852 begannen die Bauarbeiten für die Eisenbahnbrücke über die Donau zwischen Ulm und Neu-Ulm. Am 25. Dezember 1853 kam der erste Zug auf dem Bahnhof Neu-Ulm an. Am 26. September wurde er daraufhin zusammen mit dem Abschnitt Neu-Ulm–Burgau der Bayerischen Maximiliansbahn offiziell eröffnet. Da die Donaubrücke noch nicht fertiggestellt war, verkehrte zunächst eine Pferdedroschke zwischen dem Bahnhof Neu-Ulm und dem bereits 1850 eröffneten Bahnhof Ulm. Das Neu-Ulmer Empfangsgebäude wurde am 1. Dezember 1853 fertiggestellt. Am 1. Mai 1854 konnte schließlich die von Anfang an zweigleisig ausgelegte Donaubrücke vollendet werden, woraufhin die Königlich Bayerischen Staatseisenbahnen am 1. Juni 1854 die Gesamtstrecke der Maximiliansbahn von Ulm nach München eröffneten. Sie wurde täglich von vier Zügen pro Richtung bedient. Ende 1856 wurde die Strecke zwischen Ulm und Neu-Ulm zweigleisig ausgebaut.

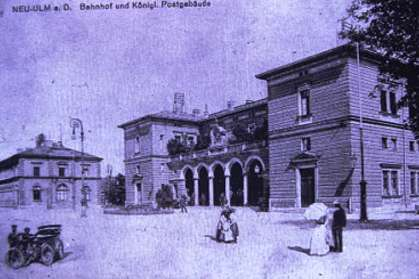
Empfangsgebäude von 1874 im Jahr 1910

Zum 12. Oktober 1862 eröffneten die Königlich Bayerischen Staatseisenbahnen den Streckenabschnitt von Memmingen nach Neu-Ulm, auf dem vier Züge am Tag fuhren. Bis zum 1. Juni 1863 wurde die Strecke nach Kempten (Allgäu) verlängert. Bis 1869 erfolgten einige Umbauten und 1872 wurde der Bahnhof mit einer Gasbeleuchtung ausgestattet. Am 15. Februar 1871 nahmen die Bayerischen Staatsbahnen das Bahnbetriebswerk Neu-Ulm in Betrieb. Bis September 1874 wurde im Zuge der Erweiterungen der Bahnhofsanlage ein neues Bahnhofsgebäude im Renaissance-Stil erbaut, das der bayerische Architekt Friedrich Bürklein entworfen hatte. Im März 1892 wurde der zweigleisige Ausbau der Maximiliansbahn zwischen Neu-Ulm und Augsburg abgeschlossen, sodass nun die gesamte Strecke von Stuttgart über Ulm nach München zweigleisig befahrbar war.
Ab 1877 hielt eine Linie der Straßenbahn Ulm am Bahnhof Neu-Ulm, die 1944 wieder eingestellt wurde. Von 1931 bis 1933 wurde die Maximiliansbahn von Ulm nach Augsburg elektrifiziert, sodass die Deutsche Reichsbahn am 25. April 1933 den elektrischen Betrieb aufnehmen konnte. Ab dem 5. Mai 1933 war die gesamte Strecke von Stuttgart nach München elektrisch befahrbar.
Im Zweiten Weltkrieg erfolgte am 16. März 1944 der erste Luftangriff auf den Neu-Ulmer Bahnhof. Am 1. März 1945 wurden bei einem Luftangriff die Güterabfertigung, das Stellwerk II und einige weitere Gebäude in Neu-Ulm zerstört. Am 4. März wurden das Empfangsgebäude und das Bahnbetriebswerk ebenfalls zerstört. Am 24. April 1945 wurde beim Einmarsch der US-Truppen die Eisenbahnbrücke über die Donau zwischen Ulm und Neu-Ulm gesprengt. Nachdem im Mai 1945 als Ersatz für die zerstörte Donaubrücke eine hölzerne Behelfsbrücke errichtet worden war, konnte am 29. Juni 1945 der elektrische Zugbetrieb zwischen Ulm und Neu-Ulm wieder aufgenommen werden. Nach dem Krieg wurden als Ersatz für das Empfangsgebäude mehrere Baracken errichtet. 1953 beschloss der Bayerische Landtag den Wiederaufbau, der 1955 begann. Das von Walter Fasching entworfene Gebäude wurde am 23. November 1957 in Betrieb genommen. Die verglaste Empfangshalle wurde von einem zweigeschossigen Bauteil mit Bahnhofsgaststätte und Diensträumen zur Linken und der eingeschossigen Expressgutabfertigung zur Rechten eingefasst. Das Gebäude sollte den repräsentativen Südabschluss der Ludwigstraße bilden, durch die asymmetrische Anordnung der Empfangshalle wurde der gewünschte Effekt nur teilweise erreicht. Die Firma Kibri produzierte einen Bausatz dieses Bahnhofs in Nenngröße H0. 1960 wurde der Wiederaufbau der Bahnsteigdächer abgeschlossen. Im Jahr 2000 schloss die Deutsche Bahn die Fahrkartenausgabe und ersetzte sie durch Fahrkartenautomaten.

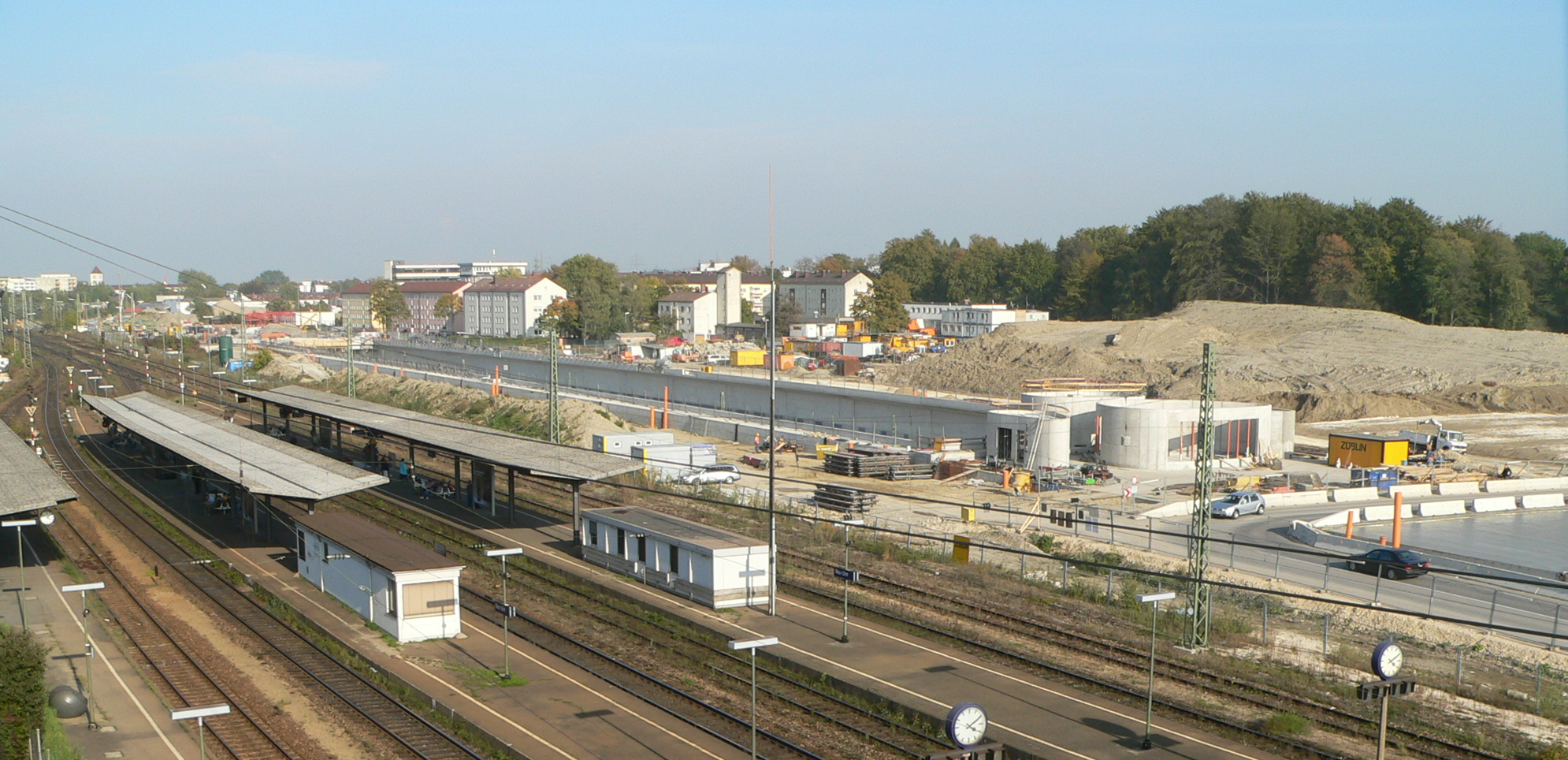
2006 rechts der noch in Bau befindliche neue Bahnhof, links der alte Bahnhof

Im Zuge des Projekts Neu-Ulm 21 wurde die Bahnanlage bis zum Jahr 2007 grundlegend neu geordnet. Der fünfgleisige oberirdische Bahnhof wurde zusammen mit den angrenzenden Bahnstrecken in einen offenen Trog verlegt und die Gleisanzahl auf vier reduziert. Am 18. März 2007 ging der Tiefbahnhof in Betrieb, gleichzeitig wurde die Filstalbahn über Ulm hinaus bis Neu-Ulm verlängert. 
Ende März 2007 konnte das zweite Gleis am Neu-Ulmer Haltepunkt Finninger Straße in Betrieb genommen werden, das die Verspätungen wegen wartender Züge aus Memmingen oder in Richtung Memmingen weitestgehend eindämmt. Im April 2007 wurde das alte Empfangsgebäude abgerissen. Im November 2007 wurde das Verkehrsprojekt abgeschlossen und die Anlagen im Dezember in Betrieb genommen.

## Aufbau

### Bahnsteige und Gleisanlagen

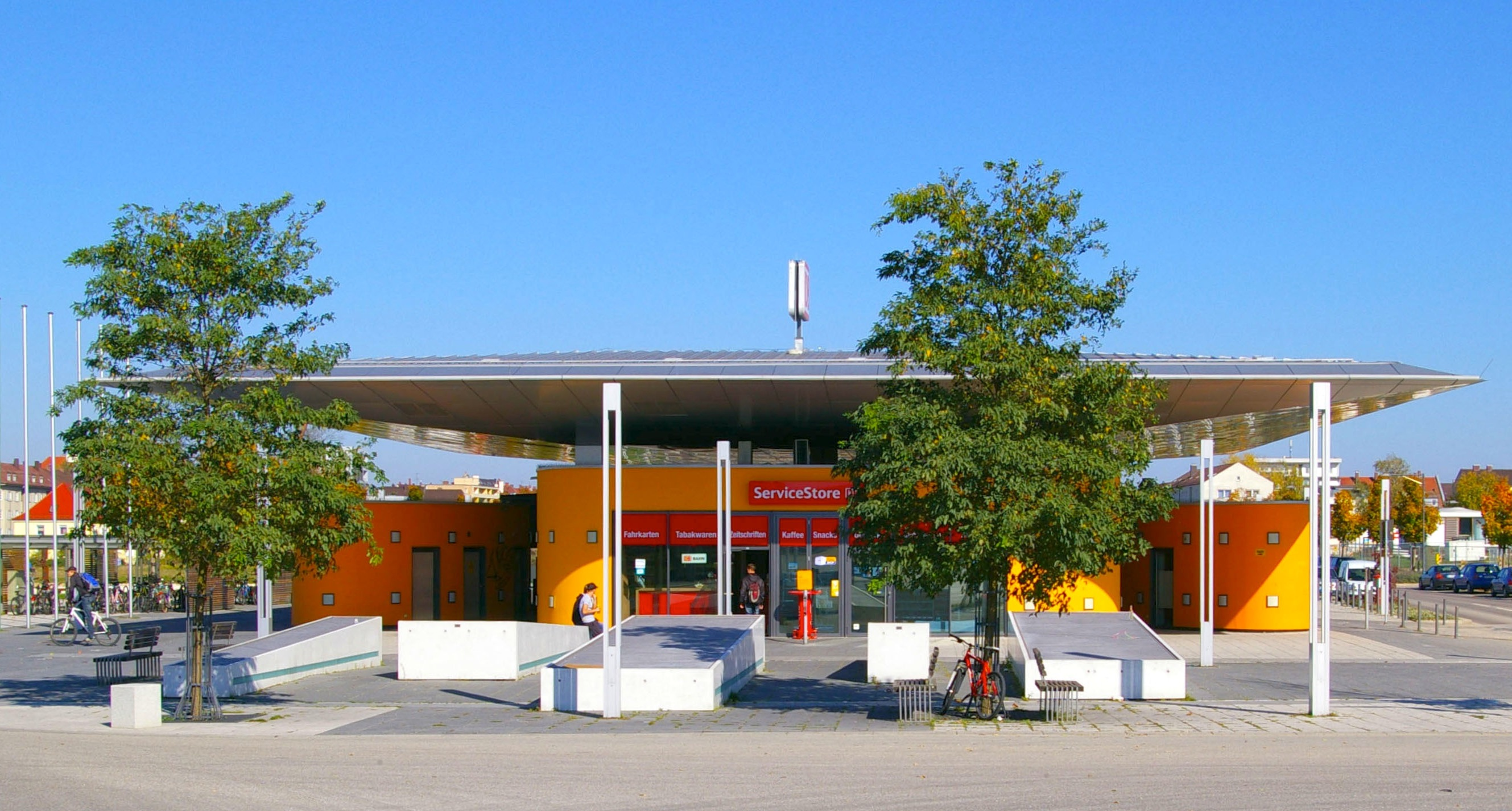
Das 2007 errichtete Empfangsgebäude

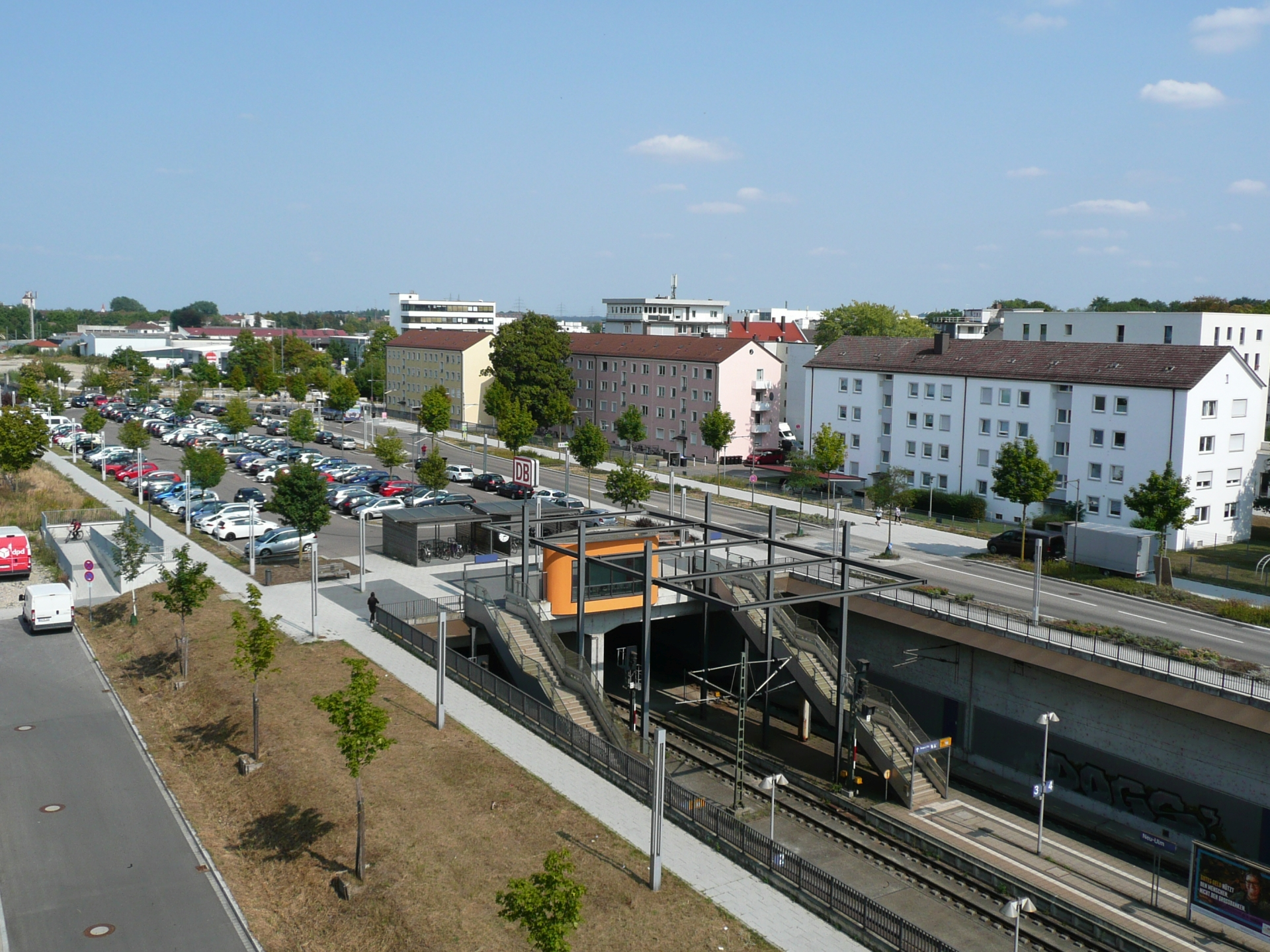
Der östliche Ausgang mit Park&Ride-Platz

Der Bahnhof Neu-Ulm hat vier Gleise an zwei Mittelbahnsteigen. Beide Bahnsteige sind überdacht und verfügen über digitale Zugzielanzeiger. Die Bahnsteige sind über Treppen und Aufzüge mit der Oberfläche verbunden und somit barrierefrei ausgestattet. Die Gleise 1 und 2 werden von den Zügen der Bahnstrecke Augsburg–Ulm, die Gleise 3 und 4 von den Zügen der Illertalbahn benutzt. Im Tunnel kommt eine Feste Fahrbahn zum Einsatz.
| Gleis | Länge in m | Höhe in cm | Nutzung                                                               |
| ----- | ---------- | ---------- | --------------------------------------------------------------------- |
| 1     | 255        | 55         | Züge der Bahnstrecke Augsburg–Ulm in Richtung Ulm                     |
| 2     | 243        | 55         | Züge der Bahnstrecke Augsburg–Ulm in Richtung Augsburg und Donauwörth |
| 3     | 243        | 55         | Züge der Illertalbahn in Richtung Ulm                                 |
| 4     | 255        | 55         | Züge der Illertalbahn in Richtung Memmingen und Weißenhorn            |

### Bahnbetriebswerk
Am 15. Februar 1871 erhielt Neu-Ulm ein eigenes Bahnbetriebswerk mit zwei Rundschuppen, einem Wasserhaus und einer Werkstatt. Die Lokomotiven der Bayerischen Maximiliansbahn und der Illertalbahn, für die bisher ein Betriebswerk am Ulmer Bahnhof bestand, wurden daraufhin nach Neu-Ulm verlegt. Zur Ausbesserung der Wagen entstand eine lange Rechteckhalle. Am 27. Juni 1902 wurde eine neue 18 Meter lange und 120 Tonnen schwere Drehscheibe in Betrieb genommen, um auch größeren Dampflokomotiven die Einfahrt zu ermöglichen. Im Zweiten Weltkrieg wurde das Bahnbetriebswerk am 4. März 1945 schwer beschädigt, wobei auch 16 Dampflokomotiven Schäden erlitten, erhielt aber nach dem Wiederaufbau seine früheren Aufgaben zurück. Am 1. Januar 1961 wurden die Dampflokomotiven zum Bw Ulm und die Elektrolokomotiven zum Bw Augsburg verlegt, worauf die Werkstatt aufgelöst wurde. Am 1. September 1965 wurde das Betriebswerk schließlich aufgelöst und die technischen Anlagen abgebaut. Eine Wagenhalle und das Verwaltungs- und Sozialgebäude blieben erhalten und wurden im Jahr 2000 für Neu-Ulm 21 abgerissen.

### Stellwerke
Vor dem Zweiten Weltkrieg existierten in Neu-Ulm zwei mechanische Wärterstellwerke der Bauart Bruchsal, die als Stellwerk II und III bezeichnet wurden. Das Stellwerk II wurde im Zweiten Weltkrieg bei einem Luftangriff am 1. März 1945 zerstört. Nach dem Krieg wurde es wieder aufgebaut und konnte Mitte 1946 seinen Betrieb wieder aufnehmen. Am 31. Januar 1965 wurde das mechanische Stellwerk II durch ein Spurplandrucktastenstellwerk von Siemens der Bauart 59 (SP Dr S59) ersetzt, wodurch 15 Personalstellen eingespart werden konnten. 2004 wurde das Stellwerk III stillgelegt. Im Zuge von Neu-Ulm 21 wurde das Spurplandrucktastenstellwerk am 17. März 2007 stillgelegt und kurz darauf abgerissen. Als Ersatz nahm die Deutsche Bahn am 18. März 2007 in Ulm ein elektronisches Stellwerk der Bauform ESTW L90 in Betrieb, von dem aus der Bereich Neu-Ulm ferngesteuert wird. Dieses Stellwerk steuerte zunächst die beiden Regionalgleise, die Ferngleise wurden in der Nacht zum 18. November 2007 integriert.

## Betrieb

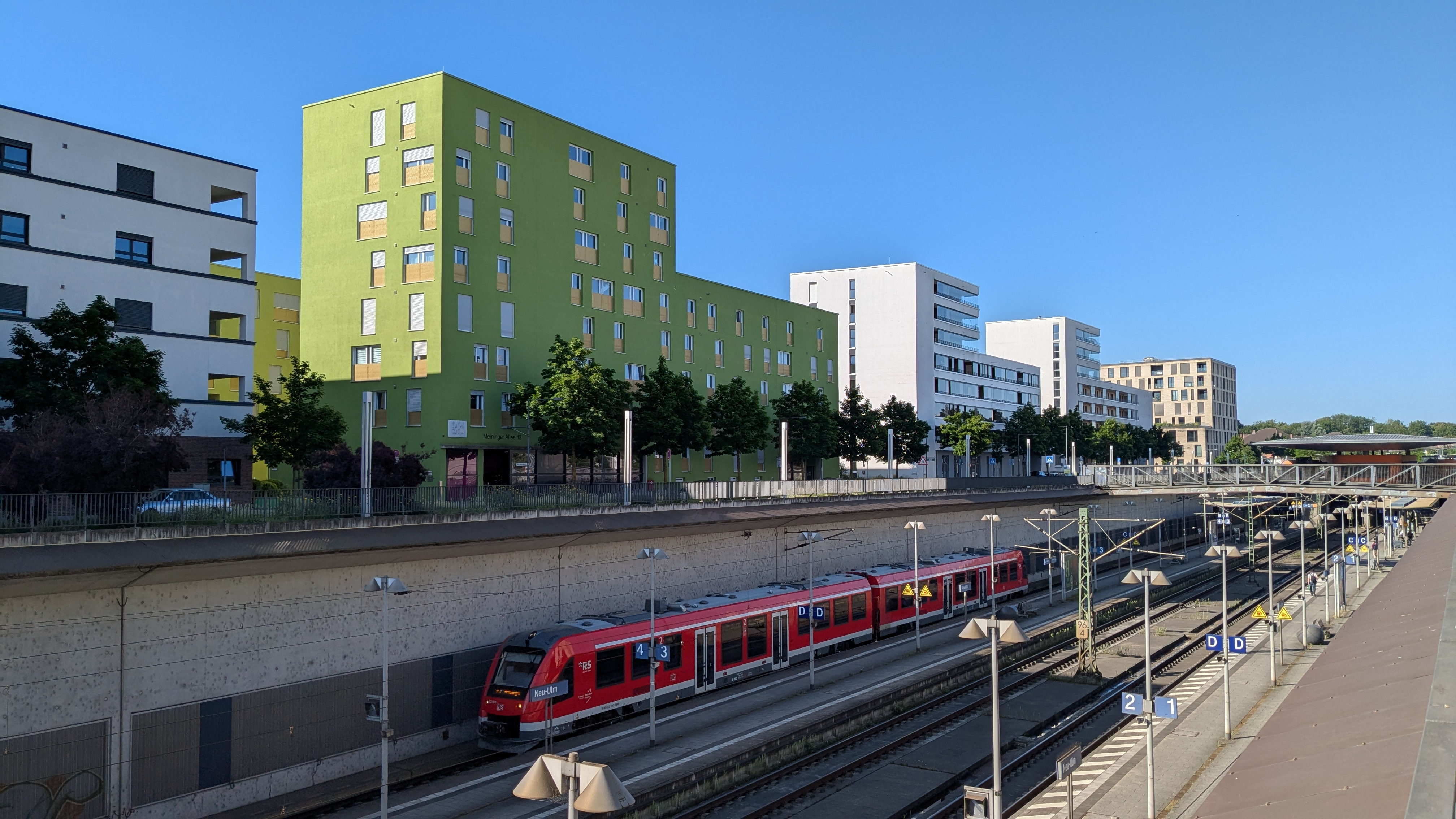
Regio-S-Bahn von DB Regio im Bahnhofstrog mit den Neubauten der Meininger Allee

Durch den Bahnhof führen die Bahnstrecke Augsburg–Ulm als Teil der Bayerischen Maximiliansbahn und die Illertalbahn von Neu-Ulm nach Kempten. Die Gleisanlagen der beiden Strecken sind im Bahnsteigbereich mit 120 bzw. 100 km/h befahrbar.
Am Bahnhof Neu-Ulm hält die Regional-Express-Linie Ulm–Augsburg–München im Stundentakt mit Elektrotriebwagen vom Typ Siemens Desiro HC und Siemens Mireo. Zudem bedienen einzelne Regional-Express-Züge der Relation Ulm–Kempten mit Dieseltriebwagen der Baureihe 633 Neu-Ulm, die restlichen Verbindungen in Richtung Kempten und Oberstdorf durchfahren den Bahnhof im Stundentakt ohne Halt. Außerdem verkehren Regio-S-Bahnen (bis Dezember 2020 als Regionalbahn) auf der Relation Ulm–Memmingen sowie seit 2013 auf Ulm–Weißenhorn, jeweils im Stundentakt mit Zusatzzügen im Berufsverkehr. Beide Linien werden mit Dieseltriebwagen der Baureihen 622 und 623 befahren. Seit dem 11. Dezember 2011 wird der Bahnhof zudem von Zügen der agilis bedient, die Elektrotriebwagen der Bauart Coradia Continental einsetzt. Diese fahren auf der Linie Ulm–Ingolstadt(–Regensburg) im Stundentakt. Seit Dezember 2021 hält ein ICE (verkehrte vorher in gleicher Zeitlage als Intercity) auf der Relation Stuttgart–Ulm–München in Neu-Ulm (bis Dezember 2023 als Zugpaar, seitdem nur noch als Einzelzug). Zuvor war der Bahnhof im Fahrplanjahr 2018 bereits unpaariger ICE-Halt.
| Linie                    | Strecke                                                                                    | Taktfrequenz                                                                                     |
| ------------------------ | ------------------------------------------------------------------------------------------ | ------------------------------------------------------------------------------------------------ |
| ICE 60                   | Stuttgart – Ulm – Neu-Ulm – Augsburg – München                                             | Einzelzug                                                                                        |
| RE9                      | Ulm – Neu-Ulm – Günzburg – Augsburg (– Mering – München)                                   | stündlich bis Augsburg, zweistündlich bis München, Zusatzzüge im Berufsverkehr                   |
| RB15                     | Ulm – Neu-Ulm – Günzburg – Donauwörth – Ingolstadt (– Regensburg – Plattling)              | Mo–Fr stündlich bis Ingolstadt, wochenends stündlich bis Regensburg, zweistündlich bis Plattling |
| RS7                      | Ulm – Neu-Ulm – Senden – Illertissen – Memmingen                                           | stündlich, Zusatzzüge im Berufsverkehr bis Illertissen                                           |
| RS71                     | Ulm – Neu-Ulm – Senden – Weißenhorn                                                        | stündlich, Zusatzzüge im Berufsverkehr                                                           |
| RE75                     | Ulm – Neu-Ulm – Illertissen – Memmingen – Kempten (Allgäu) (– Oberstdorf / – Lindau Insel) | einzelne Züge                                                                                    |
| Stand: 10. Dezember 2023 |                                                                                            |                                                                                                  |

## Busbahnhof

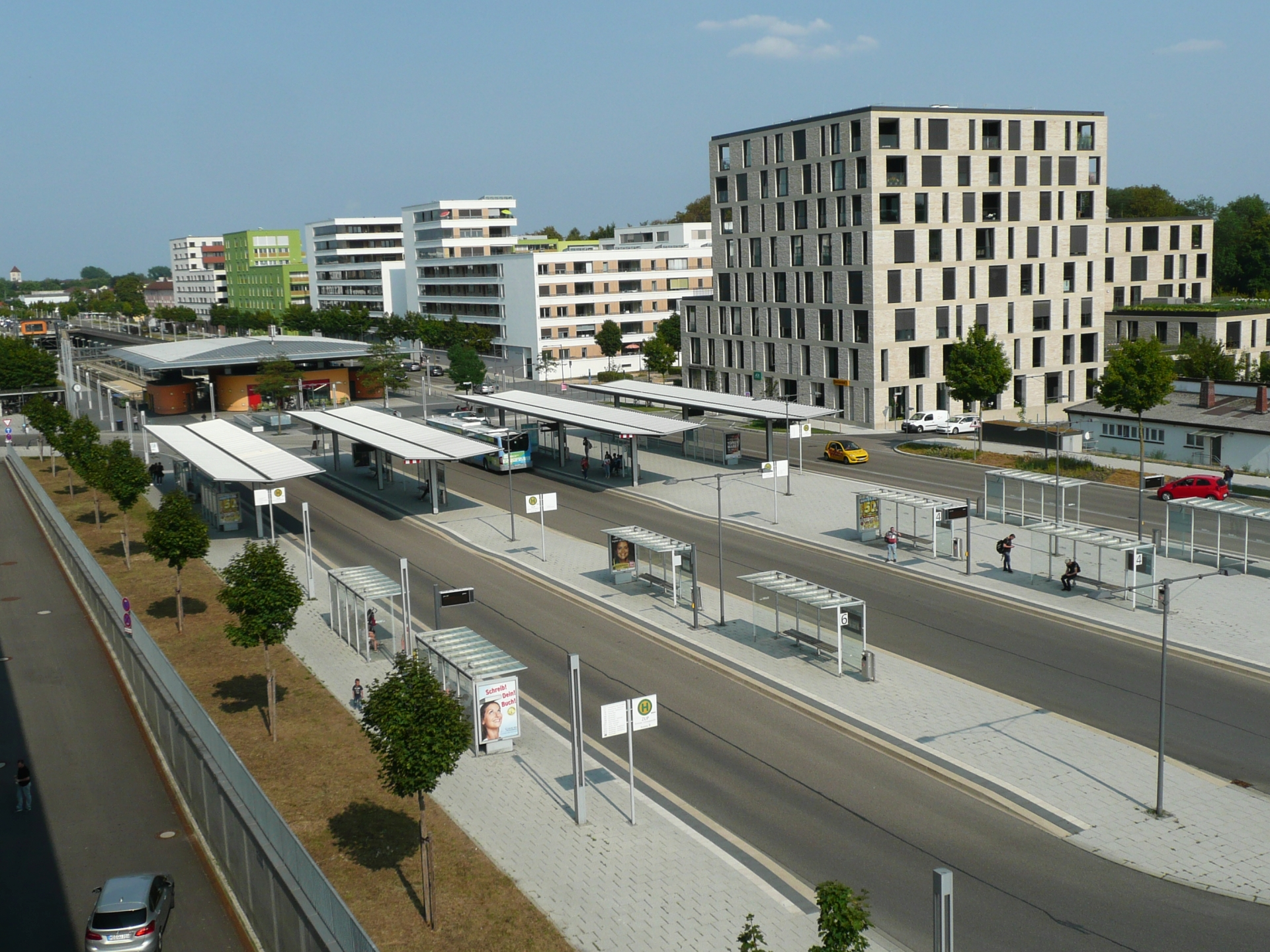
Zentraler Umsteigepunkt (ZUP) Neu-Ulm

Der Zentrale Umsteigepunkt (Neu-Ulm ZUP) ist der wichtigste Busbahnhof Neu-Ulms und besitzt acht Bussteige. Am ZUP halten die Buslinien 5 und 7 der SWU Nahverkehr Ulm/Neu-Ulm, zahlreiche Linien aus dem Stadtgebiet und Landkreis Neu-Ulm sowie mehrere Fernbuslinien.
Am 15. Mai 1897 wurde die Straßenbahn Ulm eröffnet, deren Linie 2 auf dem Neu-Ulmer Bahnhofplatz hielt und die Bahnhöfe von Ulm und Neu-Ulm verband. Im Zweiten Weltkrieg wurde die Trasse der Straßenbahnlinie 2 bei einem Luftangriff am 17. Dezember 1944 beschädigt und der Betrieb wurde eingestellt. Als Ersatz wurde der Oberleitungsbus Ulm eingerichtet, dessen Linie 6 ab dem 14. Mai 1947 vom Eselsberg über den Ulmer Hauptbahnhof und den Bahnhof Neu-Ulm zum Ulmer Zundeltor fuhr. Am 23. Oktober 1963 wurde der Oberleitungsbusbetrieb wieder eingestellt und durch Dieselbusse ersetzt.
Als Teil des Projekts Neu-Ulm 21 wurde 2007 der Zentrale Umsteigepunkt eröffnet und der alte Busbahnhof auf dem Bahnhofplatz geschlossen.
| Linie | Verlauf |
| ----- | --- |
| 5     | Wissenschaftsstadt – Eselsbergsteige – Lehrer Tal – Theater – Ulm Hauptbahnhof – Rathaus Ulm – Neu-Ulm ZUP – Ludwigsfeld / Wiley |
| 7     | Jungingen – Michelsberg – Ulm Hauptbahnhof – Ehinger Tor – Neu-Ulm ZUP – Willy-Brandt-Platz                                      |